# Brachypelma andrewi
Brachypelma andrewi är en spindelart som beskrevs av Schmidt 1992. Brachypelma andrewi ingår i släktet Brachypelma och familjen fågelspindlar. Inga underarter finns listade.